# Alteveer en Cranevelt
Alteveer / 't Cranevelt is een wijk in Arnhem-Noord, gebouwd in de jaren dertig van de 20e eeuw. Het is een groene wijk gelegen tussen de parken Sonsbeek plus Zypendaal en Klarenbeek en de Schelmseweg, met aan de overzijde Burgers' Zoo en het Nederlands Openluchtmuseum.
De wijk bestaat uit de buurten Alteveer / 't Cranevelt (vaak genoemd als Craneveer), Hazegrietje en Sonsbeek-Noord.
Ziekenhuis Rijnstate ligt in deze wijk, evenals sportpark 't Cranevelt, waar voetbalclub VDZ gevestigd is. Tot 2007 waren ook de voetbalclubs Arnhemse Boys en AV Cranevelt gevestigd op dit sportpark, maar Arnhemse Boys verhuisde naar Schuytgraaf en AV Cranevelt werd opgeheven.
De wijk is bereikbaar met trolleybuslijn 3, die voorheen afwisselend naar Alteveer, Burgers' Zoo en 't Cranevelt reed.
In 2013 werd besloten om trolleybuslijn 3 een grote ringlus in Arnhem Noord te laten rijden via Burgers Zoo en het Openluchtmuseum. Hierdoor is het bekende 'eindpunt' van lijn 3 op Alteveer komen te vervallen. De trolleys rijden alleen nog op Alteveer via de Beethovenlaan.
Op Alteveer bevindt zich de Arnhemse Stayoke, voorheen Jeugdherberg, op de Diepenbrocklaan. 
De in de jaren 70 gebouwde Verrijzeniskerk op de hoek Sweelincklaan/Beethovenlaan heeft inmiddels plaats moeten maken voor nieuwbouw.
Nederlands international en PSV-speler Davy Pröpper komt hiervandaan.

## Etymologie
't Cranenvelt is genoemd naar het Cranenvelt-spijker, dat op de huidige hoek van de Apeldoornseweg en de Sonsbeekweg zou hebben gestaan. Alteveer is een toponiem dat vaker voorkomt en wordt meestal verklaard met 'al te ver', dus '(relatief) afgelegen'.